# Facundo Ferreyra
Facundo Ferreyra (ur. 14 marca 1991 w Lomas de Zamora) – argentyński piłkarz występujący na pozycji napastnika w argentyńskim klubie CA Sarmiento.

## Kariera klubowa
Wychowanek klubu Banfield, w którym w 2008 rozpoczął karierę piłkarską. 22 listopada 2008 debiutował w Primera División. Latem 2012 został zaproszony do Vélez Sársfield. 9 lipca 2013 podpisał 5-letni kontrakt z Szachtarem Donieck. 3 sierpnia 2014 został wypożyczony do Newcastle United z opcją pierwokupu. Po zakończeniu sezonu 2017/18 opuścił doniecki klub, a 6 czerwca 2018 podpisał nowy kontrakt z Benficą.

## Kariera reprezentacyjna
Od 2011 broni barw młodzieżowej reprezentacji Argentyny.

## Sukcesy i odznaczenia

### Sukcesy klubowe
Vélez Sársfield
- mistrz Apertura: 2009/10, 2012/13
- mistrz Argentyny: 2013

Szachtar Donieck
- mistrz Ukrainy: 2013/14, 2016/17, 2017/18
- zdobywca Superpucharu Ukrainy: 2014, 2015, 2017
- zdobywca Pucharu Ukrainy: 2015/16, 2016/17, 2017/18

### Sukcesy reprezentacyjne
- brązowy medalista Mistrzostw Świata U-20: 2011

### Sukcesy indywidualne
- król strzelców Apertura: 2012/13